# بارسا (گوئیباره)
بارسا شهری در شهرستان گوئیباره در استان بام در بورکینافاسوی شمالی است و جمعیت آن ۵۶۳ نفر است.